# Phoebe Apperson Hearst
Phoebe Elizabeth Apperson Hearst (Comtat de Franklin, 3 de desembre de 1842 – Pleasanton, 13 d'abril de 1919) fou una filantropa, feminista i sufragista estatunidenca.
Phoebe Elizabeth Apperson va néixer al comtat de Franklin, Missouri. Amb 19 anys es va casar amb George Hearst, un ric empresari que posteriorment seria escollit senador dels Estats Units. Poc després del seu matrimoni la parella es va traslladar a San Francisco, Califòrnia, on Phoebe va donar a llum al seu únic fill, William Randolph Hearst, el 1863.
En la dècada de 1880 va esdevenir benefactora i directora de la Golden Gate Kindergarten Association i la primera presidenta del Club Century de Califòrnia. També va ser mecenes i benefactora de la Universitat de Berkeley, Califòrnia, i la primera dona que regentà la institució, ocupant un lloc en el consell universitari des de 1897 fins a la seva mort. El 1897 va contribuir a la fundació del Congrés Nacional de Mares, que finalment es convertiria en l'Associació Nacional de Pares d'Alumnes. El 1900 cofundà la National Cathedral School a Washington i el 1898, la Biblioteca Hearst d'Anaconda, Montana, que va romandre fins al 1904. El 1901 va fundar el Museu d'Antropologia de la Universitat de Califòrnia, posteriorment rebatejat com a Museu d'Antropologia Phoebe A. Herst el 1992. La col·lecció original constava d'uns 230.000 objectes que representaven cultures i civilitzacions històriques de tot el món. Molts d'aquests objectes van ser el producte d'expedicions arqueològiques i antropològiques finançades per la mateixa Phoebe.
Va ser educada com a presbiteriana en la dècada de 1840. El 1898 es va convertir al bahaisme i va ajudar a estendre aquesta religió als Estats Units. Va viatjar a Akka i Haifa, a Palestina (ara Israel) en pelegrinatge, el desembre del mateix any. A l'octubre de 1912 va convidar a Abdu'l-Bahà, que estava visitant els Estats Units, a passar un cap de setmana a la seva casa, encara que durant aquest període s'havia distanciat de la religió Baha'i. Durant la seva estada, Abdu'l-Bahà va esmentar que qui estafés diners o béns no hauria de ser considerat un veritable Baha'i; Phoebe havia estat víctima d'una estafa per part d'un company bahaista, fet que havia provocat el seu allunyament de la religió.
Va morir a casa seva a Pleasanton, Califòrnia, amb 76 anys, a causa de l'epidèmia mundial de grip de 1918-1919.